# بيت عبيد (جفال)
بيت عبيد (بالفارسية: بیت عبید) هي منطقة سكنية تقع في إيران في قسم جفال الريفي. يقدر عدد سكانها بـ 1057 نسمة بحسب إحصاء 2016.